# Totalna refleksija
Totalna refleksija je pojava potpunog odbijanja, refleksije svjetlosti koja iz optički gušćega sredstva pada na granicu s optički rjeđim sredstvom te se u cijelosti odbija ili reflektira. Totalna refleksija svjetlosti koristi se u optičkim uređajima u kojima se se s pomoću pravokutnih prizmi mijenja smjer širenja svjetlosti. Svjetlost se totalnom refleksijom prenosi kroz svjetlovode. Kada se totalna refleksija dogodi u atmosferi, nastaju miraž i fatamorgana.

## Granični kut totalne refleksije
Promatramo lom zrake svjetlosti koja dolazi iz optički gušćeg sredstva, na primjer vode, i pada na graničnu plohu rjeđeg sredstva (na primjer zrak). Zraka koja pada pod kutom α, djelomično se reflektira, a većim se dijelom lomi pod kutom β koji je veći od kuta α. Povećanjem kuta α zraka svjetlosti će se u rjeđem sredstvu sve više lomiti od okomice. Kod nekog određenog kuta φ lomljena će zraka prolaziti po graničnoj plohi, pa je kut loma β = 90°. Uz malo veći kut upadanja, svjetlost više ne ide u optički rjeđe sredstvo, već se sva svjetlost reflektira. Ta se pojava zove totalna refleksija. 
Onaj upadni kut φ kod kojeg je lom zrake svjetlosti u rjeđem sredstvu β = 90°, odnosno onaj upadni kut iza kojega nastane totalna refleksija, zove se granični kut totalne refleksije. Za taj slučaj vrijedi: 
{\displaystyle {\frac {\sin 90^{\circ }}{\sin \phi }}=n}
odnosno, kako je sin 90° = 1:
{\displaystyle n={\frac {1}{\sin \phi }}}
ili
{\displaystyle \sin \phi ={\frac {1}{n}}}
Sinus graničnog kuta totalne refleksije jednak je recipročnoj vrijednosti indeksa loma.
Za prijelaz staklo/zrak je sin φ = 2/3, a kut totalne refleksije φ ≈ 41,7 °. Za prijelaz voda/zrak je sin φ = 3/4, a φ ≈ 48,5 °. Za kvarcno staklo je φ = 38° 41’, za kron staklo je φ = 40° 43’.

## Prizma za totalnu refleksiju
Totalnu refleksiju iskorišćujemo u mnogim optičkim uređajima za promjenu smjera zrake svjetlosti. U tu svrhu služi na primjer prizma za totalnu refleksiju. To je trostrana staklena prizma kojoj je okomiti presjek istokračan pravokutan trokut. Ona se može upotrijebiti tako da totalna refleksija na hipotenuznoj ili katetnoj plohi. U prvom slučaju zraka svjetlosti pada okomito na katetu i nastavlja svoj put do hipotenuze. Budući da je upadni kut 45°, dakle veći od graničnog kuta za staklo, nastaje totalna refleksija, i zraka svjetlosti mijenja svoj smjer za 90°. U drugom slučaju upada zraka svjetlosti okomito na hipotenuznu plohu i nastaje dvaput totalna refleksija, to jest na prvoj i drugoj katetnoj plohi. Time je zraka svjetlosti promijenila svoj smjer za 180°. Prema tome dvokratnom totalnom refleksijom možemo sliku obrnuti.